# The Last Lullaby (film)
The Last Lullaby del 2008 è un film drammatico con Tom Sizemore e Sasha Alexander diretto da Jeffey Goodman.

## Trama
Price è un killer che ha deciso di ritirarsi. Prima del ritiro però deve eseguire un ultimo incarico: uccidere una ragazza, Sarah. Tutto ciò però non sarà facile per lui poiché si innamora della ragazza, coinvolgendolo in un turbine di sentimenti e inquietudine, e costringendolo a dover scegliere se eseguire l'incarico o salvare la ragazza.

## Premi
Il film presentato in vari festival del cinema negli Stati Uniti si è aggiudicato tre importanti riconoscimenti: 2 sono andati al regista Jeffey Goodman che si è aggiudicato il premio Audience Award al festival cinematografico di San Diego e lo Special Jury Award dal festival  Temecula Valley International Film Festival, mentre il terzo premio è andato all'attrice Sasha Alexander che ha vinto il premio Festival Award come migliore attrice protagonista al festival di San Diego.